# Photedes mabillei
Photedes mabillei är en fjärilsart som beskrevs av Lucas 1907. Photedes mabillei ingår i släktet Photedes och familjen nattflyn. Inga underarter finns listade i Catalogue of Life.